# سيرن
سِرن (اختصاراً لـ«المنظمة الأوروبية للأبحاث النووية» (بالفرنسية: CERN:Conseil Européen pour la Recherche Nucléaire)‏ تعتبر أضخم مختبر في العالم في فيزياء الجسيمات كما يستخدم المصطلح سيرن للإشارة إلى المختبر نفسه. يستعمل الاختصار «سرن» للتعبير عن المنظمة نفسها التي تقوم بتشغيل عدة مختبرات عالمية كبيرة أشهرها حاليا مصادم الهادرونات الكبير واختصاره LHC.
تقع على الحدود بين سويسرا و‌فرنسا أُسست في عام 1952 وكان اسمها آنذاك «القنصلية الأوروبية للأبحاث النووية»، ثم في تاريخ 29 سبتمبر 1954 تغير اسمها إلى «المنظمة الأوروبية للأبحاث النووية»، وبلغ عدد الدول الأعضاء 20، وكانت بداية ولادة شبكة الويب العالمية الإنترنت فيها، وقد بنت واحداً من أكبر معجلات الجسيمات في العالم، وقد اكتشف عالمان فيها جسيم w وجسيم z وحازا بفضل هذا الاكتشاف على جائزة نوبل في الفيزياء.
وظيفة سيرن الرئيسية هي توفير مسرعات الجسيمات وغيرها من البنى التحتية اللازمة لبحوث فيزياء الطاقة العالية.
وكان أول رئيس في سيرن السير بنجامين لوكسباير. وكان أول مدير عام إدواردو أمالدي.
وخصص المختبر أصلا لدراسة النوى الذرية، ولكن تم تطبيق دراسة الطاقة العالية للفيزياء المعنية أساسا مع دراسة التفاعلات بين الجسيمات دون الذرية. لذلك المختبر التي تديرها سيرن يشار إليها باسم المختبر الأوروبي لفيزياء الجسيمات، الذي يصف أفضل البحوث التي أجريت هناك.

## أهم الإنجازات العلمية
لقد تحققت إنجازات هامة عديدة في فيزياء الجسيمات خلال التجارب في سيرن وهي تشمل:
- 1973 : اكتشاف التيارات المحايدة في غرفة فقاعة جراجميلر.[9]
- 1983 : اكتشاف بوزونات W وZ في التجارب UA1 وUA2.[10]
- 1995 : إنشاء أول ذرات هيدروجين مضادة في التجربة PS210.[11]
- 2010 : عزل 38 ذرة من الهيدروجين المضاد.[12]
- 2011 : الحفاظ على الهيدروجين المضاد لأكثر من 15 دقيقة.[13]

## نظرة تاريخية
صُدق على اتفاقية إنشاء «سيرن» في 29 سبتمبر 1954 من قبل 12 دولة في أوروبا الغربية. في الأصل، تمثل حروف الكلمة المُركبة سيرن الكلمات الفرنسية: Conseil Européen pour la Recherche Nucléaire (أي القنصلية الأوروبية للأبحاث النووية)، الذي كان مجلسًا مؤقتًا لبناء المختبر الذي أنشأته 12 حكومة أوروبية في عام 1952. احتفظ المختبر الجديد باسمه بعد حل المجلس المؤقت، على الرغم من تغيير الاسم إلى Européenne pour la Recherche Nucléaire (المنظمة الأوروبية للأبحاث النووية) في عام 1954. وفقًا لما ذكره «لويس كوارسكي»، المدير السابق لسيرن، عندما جرى تغيير الاسم، كان الاسم المختصر سيصبح غريبًا، «أورن». قال فيرنر هايزنبرغ: «يمكن الحفاظ على اسم سيرن حتى لو لم يكن الاسم كذلك».
كان السير «بنيامين لوكسبايزر» الرئيس الأول لسيرن. وكان «إدواردو أمالدي» الأمين العام لسيرن في مراحلها الأولى عندما كانت العمليات لا تزال مؤقتة، في حين كان «فيليكس بلوش» المدير العام الأول عام 1954.
كُرس المختبر في الأصل لدراسة النوى الذرية، ولكن سرعان ما استُخدم لدراسة فيزياء الجسيمات ذات الطاقة الأعلى، أي دراسة التفاعلات بين الجسيمات دون الذرية بشكل رئيسي. لذلك، يُشار إلى المختبر الذي تديره سيرن عادةً باسم المختبر الأوروبي لفيزياء الجسيمات، الذي يصف بشكل أفضل طبيعة الأبحاث التي تجري هناك.

## الأعضاء المؤسسون
في الدورة السادسة لمجلس سيرن، التي عُقدت في باريس في الفترة بين 29 يونيو و1 يوليو 1953، وُقعت اتفاقية إنشاء المنظمة، وجرى تصديقها من قبل 12 دولة. صُدقت الاتفاقية تدريجيًا من قبل الدول الأعضاء الإثني عشر: بلجيكا والدنمارك وفرنسا وجمهورية ألمانيا الاتحادية واليونان وإيطاليا وهولندا والنرويج والسويد وسويسرا والمملكة المتحدة وويوغوسلافيا.
الإنجازات العلمية (ترجمت ما تبقى من هذا القسم)
حُققت العديد من الإنجازات المهمة في فيزياء الجسيمات من خلال تجارب سيرن. التي تشمل:
- 1989: تحديد عدد عائلات النيوترينو الخفيفة في «مصادم إلكترون بوزيترون الكبير» (إل إي بّي) أثناء تشغيله على ذروة طاقة «البوزون زيد».
- 1999: اكتشاف «خرق تناظر الشحنة السوية» (خرق سي بّي) في تجربة «إن إيه 48».
- 2012: اكتشاف بوزون بكتلة تعادل 125 جيجا إلكترون فولت/سرعة الضوء2، وهو ما يتوافق مع «بوزون هيغز» الذي لطالما سعى العلماء لاكتشافه.

في سبتمبر 2011، جذبت سيرن اهتمام وسائل الإعلام عندما أعلن تعاون «تجربة أوبيرا» عن رصد نيوترينوات قد تكون أسرع من الضوء. أظهرت اختبارات أخرى أن النتائج كانت معيبة نتيجة توصيل كابل مزامنة لنظام التموضع العالمي (جي بي إس) بشكل غير صحيح.
مُنحت جائزة نوبل للفيزياء لعام 1984 لـ «كارلو روبيا» و«سيمون فان دير مير» لجهودهما في التطورات التي أدت لاكتشاف بوزون زيد ودبليو. مُنحت جائزة نوبل للفيزياء لعام 1992 للباحث في فريق سيرن، «جورج شارباك»، «لاختراعه وتطويره كواشف الجسيمات، ولا سيما الغرفة النسبية متعددة الأسلاك». مُنحت جائزة نوبل للفيزياء لعام 2013 لـ «فرانسوا إنغليرت» و«بيتر هيجز» لوصفهما النظري لـ «آلية هيغز»، وذلك بعد عام من اكتشاف بوزون هيغز من خلال تجارب سيرن.

## علم الحاسوب
بدأت «الشبكة العنكبوتية العالمية» (شبكة الويب العالمية) كمشروع في سيرن باسم «إنكواير» من قبل «تيم بيرنرز لي» في عام 1989 و«روبرت كايلي» في عام 1990. كُرم تيم بيرنرز لي وروبرت كايلي بشكل مشترك من قبل «جمعية مكائن الحوسبة» في عام 1995 لمساهمتهما في تطوير الشبكة العنكبوتية العالمية.
بناءً على مفهوم «النص الفائق»، كان الهدف من المشروع تسهيل تبادل المعلومات بين الباحثين. فُعل أول موقع إلكتروني في عام 1991. وفي 30 أبريل 1993، أعلنت سيرن أن الشبكة العنكبوتية العالمية ستصبح مجانية للجميع. هناك نسخة من أول صفحة ويب أصلية، التي أنشأها بيرنرز لي، منشورة على «رابط الشبكة العنكوتية العالمية» كوثيقة تاريخية.
قبل تطوير الشبكة العنكبوتية العالمية، كانت سيرن رائدةً في ابتكار تكنولوجيا الإنترنت، ابتداءً من أوائل ثمانينيات القرن الماضي.
في الآونة الأخيرة، أصبحت سيرن مركزًا لتطوير «الحوسبة الشبكية»، إذ تستضيف مشاريع تشمل مشروع «تمكين شبكات العلوم الإلكترونية» (إي جي إي إي) و«شبكة مصادم الهدرونات الكبير الحاسوبية». وتستضيف «نقطة سيرن لتبادل الإنترنت» (سي آي إكس بّي)، التي تُعد إحدى نقطتي تبادل الإنترنت الرئيستين في سويسرا.

## جوائز نوبل التي منحت لعلماء في مختبر CERN

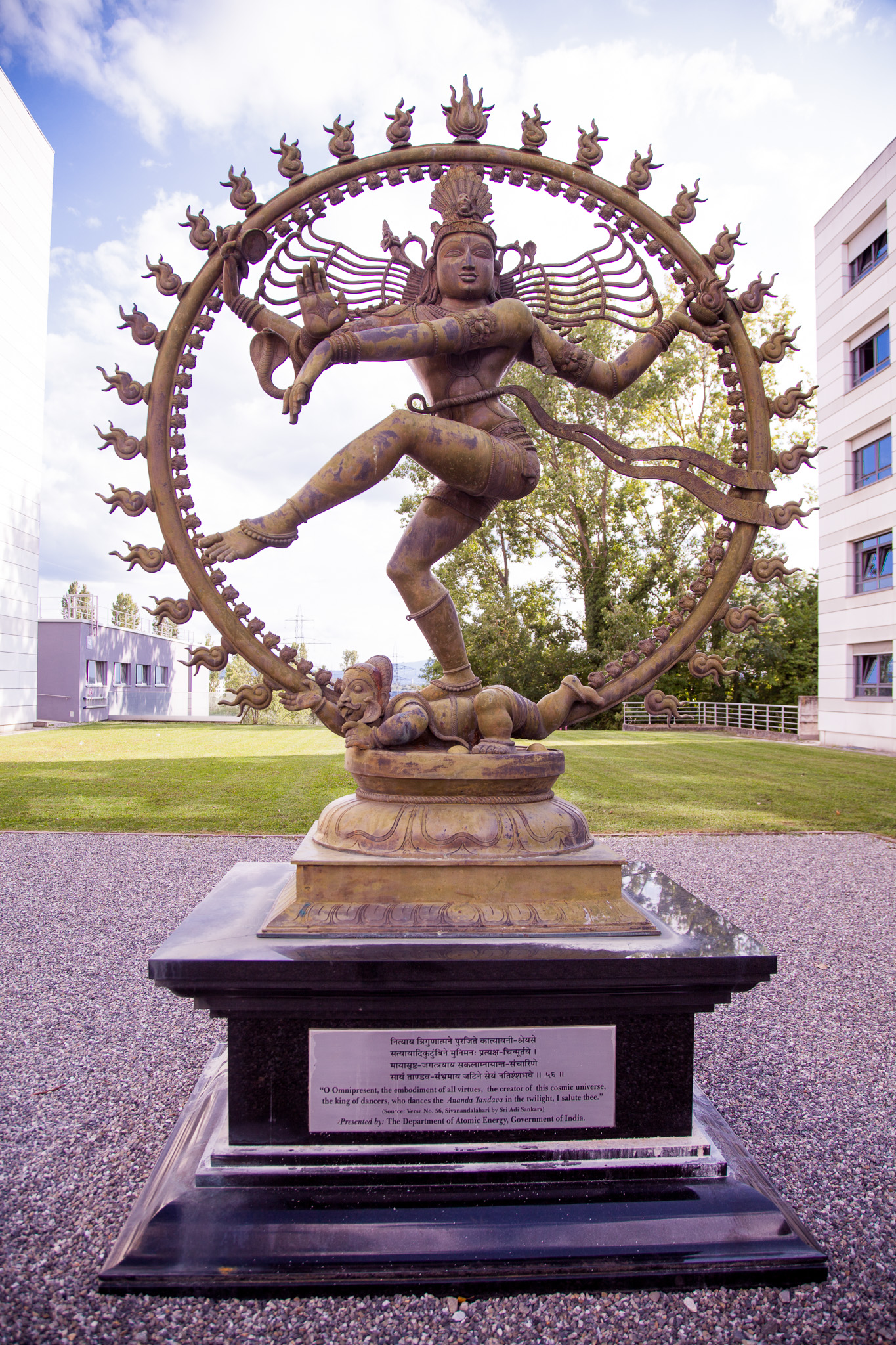
تمثال شيفا تشارك في الرقص الموجود في مقر سيرن

- منحت جائزة نوبل في الفيزياء عام 1984 لكل من كارلو روبيا و‌سيمون فان دير مير في التطورات التي أدت إلى اكتشاف بوزونات W وZ
- منحت جائزة نوبل في الفيزياء عام 1992 للباحث جورج تشارباك لاختراعه وتطويره كاشفات الجزيئات في غرفة النسبية الخاصة متعددة الأسلاك.